# Franciszek Winkowski
Franciszek Winkowski (ur. 4 października 1856 w Tarnowie, zm. 29 sierpnia 1903 w Podgórzu) – prawnik, polityk ludowy, poseł do austriackiej Rady Państwa.
Syn organisty. Ukończył szkołę powszechną i gimnazjum w Tarnowie (1875). W latach 1875–1879 studiował filologię klasyczną na Uniwersytecie Jagiellońskim. Początkowo pracował do 1882 jako nauczyciel w tarnowskich szkołach. Założyciel w 1882 i działacz Towarzystwa Oświaty Ludowej w Tarnowie (1882-1903). Po ukończeniu wydziału prawa Uniwersytetu Jagiellońskiego(1884) i otrzymaniu tytułu doktora praw (1885) został kandydatem adwokackim. Od 1890 prowadził kancelarię, a od 1895 specjalną poradnię prawną dla rolników i rzemieślników w Tarnowie. Od 1900 miał uprawnienia adwokackie.
Związany z ruchem ludowym, był autorem artykułów do tarnowskiej „Pogoni”, a od 1897 „Przyjaciela Ludu”. Atakował w nich wpływy kleru w galicyjskiej wsi, szczególnie ostro występował przeciwko biskupowi tarnowskiemu Ignacemu Łobosowi. Działacz Stronnictwa Ludowego, a następnie Polskiego Stronnictwa Ludowego, których przywódcą był Jakub Bojko. Poseł do austriackiej Rady Państwa IX kadencji (27 marca 1897 – 8 czerwca 1900) z kurii V powszechnej z okręgu wyborczego nr 5 (Tarnów-Brzesko-Bochnia-Dąbrowa-Mielec-Pilzno). Członek Koła Polskiego w Wiedniu, należał do grupy posłów PSL, był jednym z głównych inicjatorów opuszczenia go przez posłów ludowych w 1899. Od 1901 ciężko chory, ostatecznie zmarł w szpitalu w Podgórzu pod Krakowem.